# Lift (canción de Radiohead)
"Lift" es una canción creada por la banda de rock inglesa Radiohead que liberó en 2017. Fue grabada y tocada en 1996; los registros en bootlegs eran ampliamente circulados, y se convirtió en uno de los favoritos de los fanáticos. Radiohead grabó versiones de "Lift" durante las sesiones para su tercer álbum, OK Computer (1997), pero finalmente no fue incluida. El guitarrista Ed O'Brien dijo que la banda se había sentido presionada por su potencial comercial, y el baterista Philip Selway dijo que no representaba lo que Radiohead quería decir en ese momento.
Los críticos describieron a "Lift" como "un himno" y "como una canción de Britpop". En 2017, Radiohead lanzó una versión grabada durante las sesiones de OK Computer en la reedición OKNOTOK 1997 2017, seguida de un video musical. Recibió críticas positivas, aunque algunos críticos lo encontraron inferior a las actuaciones piratas. Otras versiones grabadas durante el período de OK Computer se lanzaron en la compilación de 2019 MiniDiscs [Hacked] y recibieron críticas más positivas.

## Historia
Radiohead interpretó por primera vez "Lift" el 14 de marzo de 1996, en el Troubadour en West Hollywood. Lo interpretaron más de 30 veces ese año mientras teloneaban a Alanis Morissette en la gira de Jagged Little Pill. Los periodistas señalaron a "Lift" como un punto culminante y un posible futuro sencillo. Según el guitarrista Ed O'Brien, la audiencia respondió calurosamente a la canción: "De repente los veías levantarse y comenzar a surcar. Tenía esta infecciosidad". Una grabación pirata circuló ampliamente, y "Lift" se convirtió en uno de los favoritos de los fanáticos.

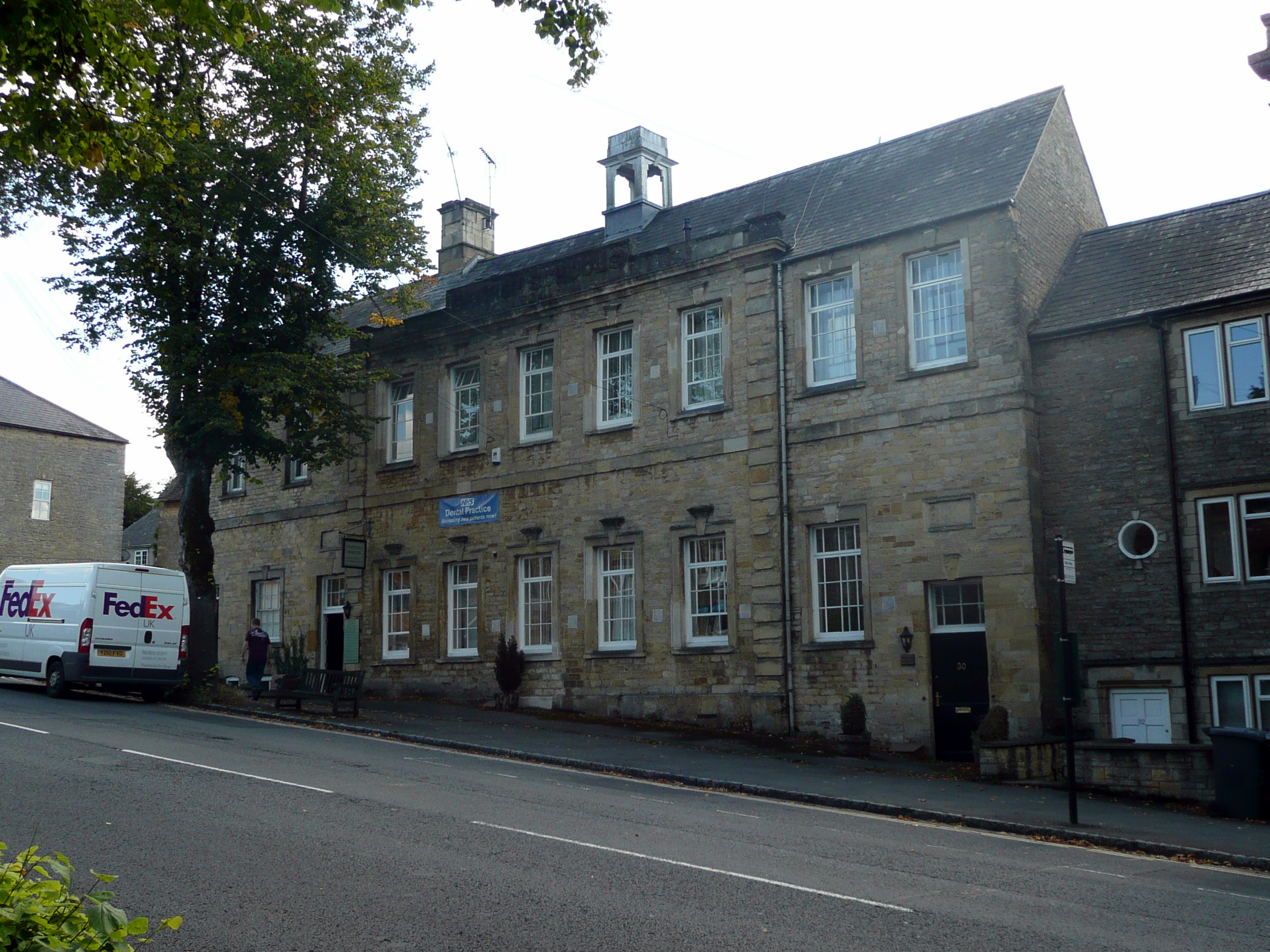
El antiguo Chipping Norton Recording Studios, Oxfordshire, donde Radiohead grabó "Lift" en 1996.

Radiohead grabó "Lift" durante las sesiones para su tercer álbum, OK Computer (1997), pero no fue lanzado. Según el baterista Philip Selway, la banda sintió que era "comercial" y no "lo que queríamos decir sobre nosotros mismos como banda en ese momento". En 1999, Ed O'Brien dijo que la banda estaba "muy feliz de dejarlo fuera del álbum. No había ninguna etapa en la que fuera una pista clave para ninguno de nosotros." Cuando se le preguntó por qué la canción podría haber funcionado en vivo pero no en el estudio, O'Brien dijo que la banda no había trabajado duro en ella, y que si una canción no se juntaba rápidamente seguirían adelante.. El vocalista Thom Yorke dijo que la banda había decidido tocarlo de "cierta manera que no funcionó", y que se hizo imposible reorganizarlo.
 

En 2017, O'Brien dijo que Radiohead había sentido presionado por el potencial comercial de la canción:
Si aquella canción había sido en aquel álbum,  nos haya tomado a un sitio diferente, y probablemente habríamos vendido mucho más registros. Y todo el mundo decía esto. Y creo que inconscientemente lo matamos. Si OK Computer hubiera sido como Jagged Little Pill, nos habría matado. Pero "Lift" tenía esta magia al respecto. Pero cuando llegamos al estudio y lo hicimos, se sintió como tener una pistola en la cabeza. Había mucha presión.
Desde su álbum del año 2000, Kid A, Radiohead se alejó del rock convencional. O'Brien describió "Lift" como una canción "épica" similar al sencillo de Manic Street Preachers de 1996 "A Design for Life", y dijo que Radiohead ya no producía ese tipo de música. En 2002, Radiohead interpretó "Lift" en un arreglo más lento y moderado, que Pitchfork describió como "un asunto sombrío, casi mareante". O'Brien y el guitarrista Jonny Greenwood luego descartaron esta versión como inferior. En 2003, O'Brien dijo: "El espíritu de la canción estaba allí en el 96, y no estamos en ese lugar en este momento".
En 2015, Greenwood comento que Radiohead había trabajado de nuevo "Lift" otra vez, describiendo él como "favorito de administración". Comparó la situación con "Nude", una canción lanzada en el séptimo álbum de Radiohead, In Rainbows (2007), pero escrita años antes. "Lift" siguió siendo un favorito de los fanáticos. Pitchfork escribió que llegó a "ocupar un lugar importante en la tradición de Radiohead" y, según Rolling Stone, fue, durante décadas, la "gran ballena blanca" para los fanáticos de Radiohead.

### Publicación
En junio de 2017, Radiohead lanzó "Lift" en la reedición de OK Computer OKNOTOK 1997 2017, junto con otras dos pistas inéditas: "I Promise" y "Man of War". La versión de "Lift" se grabó en Chipping Norton Recording Studios en febrero de 1996, mientras la banda grababa demos para OK Computer. En 2019, se filtraron horas de grabaciones realizadas durante las sesiones de OK Computer, incluidas más versiones de "Lift"; en respuesta, Radiohead lanzó las grabaciones como la compilación .

## Composición
Spin describió "Lift" como una balada al estilo Britpop. Rolling Stone lo describió tan "uno de los últimos vestigios de Britpop, antes de la banda embarcada en un camino más oscuro con OK Computer". Según Pitchfork, la canción es "muy ruidosa y de construcción constante, con voces anhelantes".
La letra describe a un hombre que ha sido rescatado de un ascensor averiado. Pitchfork comparó sus temas con el sencillo de OK Computer "No Surprises", e interpretó la letra "Hoy es el primer día del resto de tus días" como "una sentencia de muerte, los intestinos de algún edificio corporativo sin alma".

## Vídeo musical
El 12 de septiembre de 2017, Radiohead lanzó un video musical de "Lift" dirigido por Oscar Hudson, en el que Yorke realiza un viaje inusual en un ascensor. El video presenta cameos de la novia de Yorke y su hija, y hace referencia a videos más antiguos de Radiohead, con apariciones de personajes de los videos "Paranoid Android" y "Karma Police". Pitchfork ubicó el videoclip en el puesto 14° de los mejores del 2017.

## Recepción
Jamie Atkins, en su reseña de OKNOTOK para Record Collector, escribió que "Lift" era "una canción de rock alternativo innegablemente brillante, con ecos sorprendentes de la grandiosa melancolía de otro mundo de Smashing Pumpkins". El crítico de The Guardian, Alexis Petridis, dijo que tenía "un coro inmenso que provoca golpes de aire", y que habría sido un "gran" éxito si Radiohead lo hubiera lanzado. El crítico de Pitchfork, Jayson Greene, la describió como "una canción encantadora e ingrávida".
Varios críticos sintieron que faltaba la versión lanzada en OKNOTOK. Rolling Stone escribió que estaba "restringido, desacelerado y con una toma vocal de Yorke inusualmente indiferente" y que no coincidía con la "magnitud" de los bootlegs en vivo. El crítico de Spin, Andy Cush sintió que estaba "extrañamente neutralizado, con tambores que golpean en lugar de explotar con energía", y que el bootleg de 1996 de amplia circulación seguía siendo "canónico". El escritor de Spin, Winston Cook-Wilson estuvo de acuerdo en que los bootlegs eran "un poco más asombrosos", pero escribió que esto era "un testimonio del notable sentido pop de la banda en ese momento, una inclinación a la que, por sus propias razones neuróticas, se trasladaron rápidamente a complicar o subvertir".
Tras el lanzamiento de MiniDiscs [Hacked] en 2019, los críticos de Pitchfork, Greene y Jeremy D. Larson, escribieron que tenía una versión superior de "Lift": "No está mezclado con mucho cuidado, pero suena rudimentario e indómito, como si la banda lo estuviera empujando hacia el rojo despreocupadamente. Está a la altura del mito". Rolling Stone consideró esta versión como la "joya de la corona" del lanzamiento y "vale la pena" el precio de compra. The Guardian escribió que esta versión "satisfactoria" probablemente habría complacido a EMI si Radiohead la hubiera lanzado como el primer sencillo de OK Computer, pero que "en última instancia, era una canción conservadora y se siente como un camino del que la banda tenía razón".

## Personal

### Radiohead
- Colin Greenwood
- Jonny Greenwood
- Ed O'Brien
- Phil Selway
- Thom Yorke

### Personal adicional
- Real Philharmonic Orquesta - Cuerdas
- Chris Blair – mastering
- Stanley Donwood – ilustraciones
- Nigel Godrich – producción, ingeniería
- Robert Ziegler - conducción
- Sam Petts Davis, Fiona Cruickshank - ingeniería
- Jim Warren – producción, ingeniería